# Organización Revolucionaria 17 de Noviembre
La Organización Revolucionaria 17 de Noviembre (en griego: Επαναστατική Οργάνωση 17 Νοέμβρη, Epanastatiki Organosi dekaefta Noemvri), también conocida como 17N o N17, fue una organización armada terrorista griega de ideología marxista-leninista y antiamericanista. El grupo se formó en 1973 para contrarrestar al gobierno y a la influencia estadounidense en el país. Hasta su disolución en 2002, el grupo de guerrilla urbana asesinó a 23 personas en 103 ataques a diplomáticos de EE. UU. y objetivos griegos. Las autoridades griegas creen que hay grupos terroristas derivados que siguen operando como Lucha Revolucionaria, el grupo que supuestamente disparó una granada propulsada por cohete a la embajada de Estados Unidos en Atenas en enero de 2007.
Esta organización aparece en la lista elaborada por el senado de Estados Unidos de organizaciones terroristas, en la lista de organizaciones terroristas de la UE y en la de Gran Bretaña.

## Formación
N17 toma el nombre en referencia a la revuelta de la Politécnica de Atenas en 1973 contra el apoyo americano a la Junta Militar Griega (1967-1974), también conocida como Régimen de los Coroneles, que estaba en el poder en aquella época.
Se piensa que los Estados Unidos apoyaba a esta junta como parte su estrategia contra el comunismo. Esto provocó la formación de esta organización, que tiene como objetivo atacar objetivos estadounidenses.

## Atentados
El primer atentado del N17 fue en diciembre de 1975 contra el jefe de la oficina de la CIA en Atenas Richard Welch. Welch fue asesinado a balazos a las puertas de su residencia por tres o cuatro asaltantes delante de su mujer y su chófer. 
El grupo multiplicó sus ataques contra personalidades griegas de derecha y personal de la OTAN durante el mandato del partido socialista PASOK en 1981. Aunque los griegos eran objetivos, la repugnancia por lo americano seguía siendo su tema central. En 1983 fue asesinado Nikos Momferatos y una nota se encontró cerca de su cuerpo diciendo que Grecia «seguía siendo un régimen marioneta en manos de los imperialistas americanos y del establishment económico».
Además de su agenda antiamericana, el grupo también estuvo opuesto a Turquía y la OTAN. En total, N17 ha llevado a cabo 19 ataques contra objetivos estadounidenses y 9 contra turcos, docenas más contra intereses estadounidenses. Sin embargo, la mayoría de los 103 ataques realizados entre 1975 y 2002 fue dirigida contra griegos de centro-derecha y empresas griegas.
Uno de los asesinatos más destacados fue el del miembro de Nueva Democracia, Pavlos Bakoyannis, que fue disparado de cerca en el centro de Atenas en septiembre de 1989. Otras víctimas fueron el Capitán George Tsantes Jr. oficial de la Marina de EE. UU. y el jefe del JUSMAGG (Joint United States Military Aid Group to Greece) y su chófer griego ambos disparados mientras iban a trabajar; Nikos Momferatos, el editor del periódico conservador Apogevmatini disparado en Atenas; el Capitán de Marina William Nordeen con un coche bomba a unos metros de su residencia, cuando conducía el pasado 28 de junio de 1988; el Sargento de la Fuerza Aérea de EE. UU. Ronald O. Stewart que fue asesinado mediante un coche bomba fuera de su residencia el 12 de marzo de 1991; Çetin Görgü (un ciudadano de etnia Griega-Turca), agregado de la prensa turca, disparado en su coche el 7 de octubre de 1991; Ömer Haluk Sipahioğlu, oficial de la embajada de Turquía, disparado en una calle de Atenas el 4 de julio de 1994; el magnate de barcos Anglo-Heleno Constantinos Peratikos, disparado dejando su oficina el 28 de mayo de 1997 y el brigada Stephen Saunders el 8 de junio de 2000.
En muchos casos, el grupo utilizó una pistola calibre 38 del policía asesinado en 1984 o un revólver M1911 calibre 45, que se convirtió en su firma armada. Mientras los asesinatos cara a cara fueron sus primeros modus operandi, el grupo posteriormente utilizó las granadas y las bombas robadas de las instalaciones militares griegas. Más de 50 ataques con granadas fueron reivindicados por 17N, empezando por el ataque a un autobús de la policía griega en el que 14 policías fueron heridos y 1 asesinado.
Después de su ataque inaugural al jefe de la oficina de la CIA, el grupo intentó tomar protagonismo en los periódicos para que publicaran su manifiesto. Su primera proclamación reivindicando el asesinato de Richard Welch se mandó a Libération en París. Se envió al editor de Libération a través de las oficinas de Jean Paul Sartre pero no fue publicado. En los siguientes ataques, 17N normalmente envió el comunicado al periódico Eleftherotypia. El grupo argumentaba en sus comunicados que quería librar a Grecia de las bases americanas, eliminar los militares turcos de Chipre y romper los lazos de Grecia con la OTAN y la Unión Europea.
El 12 de enero de 2007, un grupo autodenominado "Lucha Revolucionaria" reivindicó la responsabilidad de un ataque con misiles a la embajada de EE. UU. en Atenas. El grupo se autodescribió como una escisión del N17

### Víctimas
Una lista parcial de las víctimas:
- Richard Welch, agregado de la CIA en Atenas. (23 de diciembre de 1975)
- Evangelos Mallios, policía acusado de torturar prisioneros durante el periodo de la junta militar. (14 de diciembre de 1976)
- Pantelis Petrou, ayudante del comandante de la unidad antidisturbios de la policía griega (M.A.T). (16 de enero de 1980)
- Sotiris Stamoulis, chófer de la víctima anterior. (16 de enero de 1980)
- George Tsantes, un comandante de la Armada de los Estados Unidos, ejecutivo de alto nivel del JUSMAGG. (15 de noviembre de 1983)
- Nikos Veloutsos, chófer de la víctima anterior. (15 de noviembre de 1983)
- Robert Judd, Sargento de la Armada, agente postal del JUSMAGG en Grecia, herido en un intento de asesinato. (3 de abril de 1984)
- Nikos Momferatos, editor del periódico "Apogevmatini". (21 de febrero de 1985)
- Georgios Roussetis, chófer de la víctima anterior. (21 de febrero de 1985)
- Dimitrios Aggelopoulos, Presidente del consejo de Halyvourgiki S.A.. (8 de abril de 1986)
- Alexander Athanasiadis-Bodosakis, empresario industrial. (1 de marzo de 1988)
- William Nordeen, comandante de la Armada de los Estados Unidos, asesinado por un coche bomba. (23 de junio de 1988)
- Constantinos Androulidakis, fiscal del estado, asesinado. (10 de enero de 1989)
- Panayiotis Tarasouleas, fiscal del estado, disparado y herido. (18 de enero de 1989)
- Giorgos Petsos, herido en una explosión de bomba en su coche. (8 de mayo de 1989)
- Pavlos Bakoyannis, miembro del partido Nueva Democracia. (26 de septiembre de 1989)
- Ronald O. Stewart, sargento de la Fuerza Aérea de los Estados Unidos, asesinado por una bomba. (13 de marzo de 1991)
- Deniz Bölükbaşı, encargado de negocios turco, herido por un coche bomba. (16 de julio de 1991)
- Çetin Görgü, agregado de prensa turco. (7 de octubre de 1991)
- Yiannis Varis, oficial de policía, asesinado en un ataque con misiles y granadas de mano contra un autobús de la brigada antidisturbios. (2 de noviembre de 1991)
- Athanasios Axarlian, estudiante transeúnte asesinado accidentalmente por heridas de metralla durante un ataque contra la limusina del Ministro de Economía Ioannis Palaiokrassas. (14 de julio de 1992)
- Eleftherios Papadimitriou, diputado del partido Nueva Democracia, disparado y herido. (21 de diciembre de 1992)
- Michael Vranopoulos, exdirector del Banco Nacional de Grecia. (24 de enero de 1994)
- Ömer Haluk Sipahioğlu, cónsul de la embajada de Turquía en Atenas. (4 de julio de 1994)
- Constantinos Peratikos, fabricante de barcos, la última persona en poseer el astillero de Scaramangas. (28 de mayo de 1997)
- Stephen Saunders, agregado militar de la embajada británica en Atenas. (15 de junio de 2000)

## Proceso judicial
El 29 de junio de 2002 las autoridades griegas capturaron a un sospechoso herido, Savvas Xiros, después de un intento de bomba fallido en un ferry de la compañía Flying Dolphin en El Pireo. La búsqueda de Xiros y el interrogatorio posterior les condujo al descubrimiento de dos pisos francos y al arresto de seis sospechosos más. incluyendo dos hermanos de Savvas. En profesor de 58 años y economista Alexandros Giotopoulos, fue identificado como el líder del grupo y fue arrestado el 17 de julio en la isla de Lipsi. El 5 de septiembre, Dimitris Koufodinas, identificado como el jefe de operaciones, se entregó a las autoridades. En total, 19 individuos fueron acusado con 2500 cargos relacionados con las actividades del N17.
El proceso judicial contra los supuestos terroristas comenzó en Atenas el 3 de marzo de 2003, con Christos Lambrou como el principal fiscal para el estado griego. Por las limitaciones del estatuto de 20 años, los crímenes anteriores a 1984 (como el asesinato del jefe de la CIA) no pudieron ser juzgados por la corte. El 8 de diciembre, quince de los acusados, incluidos A. Giotopoulos y D. Koufodinas, fueron declarados culpables; otros cuatro acusados fueron absueltos por falta de pruebas. Los culpables fueron sentenciados el 17 de diciembre de 2003. Todos estos acusados apelaron y en este momento los juicios de apelación continuaban.